# Губернаторский оркестр Санкт-Петербурга
Губернаторский оркестр Санкт-Петербурга — российский симфонический оркестр, базирующийся в Санкт-Петербурге. До 1981 года назывался Эстрадный оркестр Ленинградского радио, с 1981 по 2001 год — Эстрадно-симфонический оркестр Ленинградского телевидения и радио имени В. П. Соловьева-Седого. Единственный в Санкт-Петербурге государственный эстрадно-симфонический оркестр. Действует как Санкт-Петербургское государственное бюджетное учреждение культуры (СПб ГБУК) «Губернаторский оркестр Санкт-Петербурга», находясь в ведении городского комитета по культуре.

## История
Губернаторский оркестр Санкт-Петербурга был создан на базе джаз-оркестра под управлением Николая Минха 10 мая 1945 года Всесоюзным комитетом по радиофикации и радиовещанию при СНК СССР как Эстрадный оркестр Ленинградского радиокомитета. Первоначально оркестр состоял из 29 музыкантов. Одной из задач коллектива была пропаганда эстрадной музыки советских композиторов. Уже к концу 1945 оркестр имел в репертуаре 120 таких произведений. Позднее оркестр несколько раз менял название, неизменно оставаясь в составе Ленинградского радио, а затем Ленинградского (Петербургского) телевидения и радио, до тех пор пока в 2002 году не перешёл в ведение Администрации Санкт-Петербурга, сменив название на современное.
Оркестр выступает с сольными концертами и в смешанных концертах с другими коллективами и исполнителями, записывает музыку для фильмов и передач, диски, участвует в международных конкурсах и фестивалях.
За свою историю оркестр выступал с такими известными исполнителями как лауреаты Сталинской премии народной артисткой СССР Екатериной Корчагиной-Александровской и заслуженным артистом РСФСР Борисом Фрейдковым, народным артистом СССР Юрием Юрьевым, народной артисткой РСФСР Александрой Халилеевой, Ольгой Нестеровой, Зоей Рождественской, Юрием Хочинским, Ефремом Флаксом и другими. Его дирижёрами были известные мастера: Александр Владимирцов, Вахтанг Жордания и Анатолий Кальварский.
Многие артисты начинали свою творческую карьеру именно с этим коллективом, например Эдуард Хиль.
В 1978 году оркестр возглавил Народный артист России Станислав Горковенко. Под его руководством было записано более 80 компакт-дисков с музыкальными произведениями, многие из которых создавались специально для коллектива.
На базе Губернаторского оркестра планируется создание Центра музыкальной культуры имени П. И. Чайковского.

## Главные дирижёры
- 1945—1952 — Николай Минх
- 1952—1972 — Александр Владимирцов
- 1973—1974 — Вахтанг Жордания
- 1975—1977 — Анатолий Кальварский
- 1978—2018 — Станислав Горковенко[5]
- 2018—2023 — Максим Алексеев[6]
- 2023—н.вр. — Антон Лубченко[7]

## Награды
- Благодарность Губернатора Санкт-Петербурга (20 марта 2025 года)[8]
- Почётный диплом Законодательного Собрания Санкт-Петербурга (14 октября 2015 года) — за значительный вклад в развитие культуры и искусства в Санкт-Петербурге, а также в связи с 70-летием со дня создания[9].